# Mafet
Mafet és una entitat de població del municipi d'Agramunt a la comarca de l'Urgell. El 2017 tenia 67 habitants. Situat a la ribera del Riu Sió, al nord d'Agramunt i a la vora del canal d'Urgell. Havia estat emmurallat i molt a prop hi ha la notable masia de cal Benet del Segarrenc, bastida el 1680.
A mitjan segle xix es va integrar al municipi d'Agramunt.